# Khāleq Verdī
Khāleq Verdī (persiska: خالق وردی) är en ort i Iran.   Den ligger i provinsen Hamadan, i den nordvästra delen av landet, 290 km väster om huvudstaden Teheran. Khāleq Verdī ligger 1 968 meter över havet och antalet invånare är 421.
Terrängen runt Khāleq Verdī är en högslätt.Runt Khāleq Verdī är det ganska tätbefolkat, med 70 invånare per kvadratkilometer. Närmaste större samhälle är Qohord-e Bālā, 10,3 km väster om Khāleq Verdī. Trakten runt Khāleq Verdī består i huvudsak av gräsmarker.